# ジョン・フランシス・マーサー
ジョン・フランシス・マーサー（英:John Francis Mercer、1759年5月17日-1821年8月30日）は、アメリカ合衆国の弁護士、農園主および政治家である。1759年にバージニアのスタフォード郡で、ジョン・マーサーとアン・ロイ・マーサー夫妻の子供として生まれた。父のジョン (1704-1768)はアイルランドの生まれで、バージニアに移民し、弁護士、土地の投機家および著作家だった。マーサーはウィリアム・アンド・メアリー大学を1775年に卒業し、法律を勉強して法廷弁護士として認められ、ウィリアムズバーグで法律実務を始めた。1783年と1784年にバージニア邦の代表として連合会議に出席した。
アメリカ独立戦争の間、マーサーは大陸軍の第3バージニア連隊で大尉に任官した。ブランディワインの戦いでは負傷した。1778年、少佐としてチャールズ・リー将軍の副官になった。リーが退官した時にマーサーも退官したが、バージニア民兵隊の中佐として戦争に復帰した。バージニアでは短期間だがラファイエットの下につき、ヨークタウンの戦いに従軍した。
戦後、メリーランドのアン・アランデル郡に転居し、1787年のフィラデルフィアで開催されたアメリカ合衆国憲法制定会議にはメリーランド邦の代表として出席した。代議員の中では2番目に若かった。中央集権化に強く反対し、同じメリーランド邦の代議員ルーサー・マーティンと共に、憲法最終稿に署名する前に会議の場から退席した。1792年から1794年まで、メリーランド州選出のアメリカ合衆国下院議員となり、1801年から1803年までメリーランド州知事を務めた。マーサーは1821年にフィラデルフィアで死去した。アン・アランデル郡のシーダー公園に埋葬されている。
兄弟にはジョージ・マーサーとジェイムズ・マーサーがいる。